# 오문강 (군인)
오문강(吳文剛, 일본식 이름: 北原文剛기타하라 분코, 1908년 ~ ?)은 일제강점기의 군인이다.

## 생애
만주국 중앙육군훈련처를 졸업했으며 1945년 광복 때까지 만주국군 장교로 복무했다. 만주국군 상위(대위)로 복무 중이던 1939년 이후부터 간도특설대 간부로 활동했다.
간도특설대 제1련 패장(소대장)으로 복무하는 동안 만주에서 활동하던 항일 무장 세력 토벌에 적극 가담했다. 1943년 9월 15일 항일 무장 세력 토벌에 협력한 공로를 인정받아 만주국 정부로부터 훈5위 경운장(景雲章)을 받았으며, 광복 이후에 조선으로 도주했다는 것 이외의 행적에 대해서는 거의 알려져 있지 않다.
민족문제연구소의 친일인명사전 수록자 명단의 군 부문과 친일반민족행위진상규명위원회가 발표한 친일반민족행위 705인 명단에 포함되었다.

## 참고자료
- 친일반민족행위진상규명위원회 (2009). 〈오문강〉. 《친일반민족행위진상규명 보고서 Ⅳ-10》. 서울. 150~165쪽.